# Tribu Spirit Lake
La Tribu Spirit Lake (en dakota Mni Wakan Oyate) és una tribu reconeguda federalment dels pobles sisseton i wahpeton de la Nació Dakota que compta amb una reserva índia situada al centre-est de Dakota del Nord als marges meridionals del llac Devils. Establida en 1867 per un tractat entre les bandes Sisseton Wahpeton i el govern dels Estats Units, la reserva, a 47° 54′ 38″ N, 98° 53′ 01″ O / 47.91056°N,98.88361°O, té una superfície de 1.283,777 km² principalment als comtats de Benson i Eddy. Hi ha àrees més perites als comtats de Ramsey, Wells i Nelson.
Segons el Bureau of Indian Affairs en 2005, hi havia 6.677 membres registrats en la tribu. Segons el cens dels Estats Units del 2000, 4.435 membres vivien a la reserva però es calcula que actualment hi viuen poc més de 6.000 individus. La taxa d'atur era del 47,3% en 2000. La comunitat més gran de la reserva és Fort Totten.

## Govern
La tribu té una constitució escrita i un govern elegit, amb un president i un consell tribal. El 2013 el president era Roger Yankton.

## Medi Ambient
Situat a la riba sud del Llac Devils, una conca tancada, la reserva ha patit episodis cada vegada més freqüents d'inundacions des de la dècada de 1990. Han perdut les seves cases, terres i oportunitats econòmiques a causa de la gravetat d'aquest problema. Arran d'un recurs presentat pel llavors president tribal, Myra Pearson, al president Barack Obama i la seva Casa Blanca per a l'assistència, els representants de les tribus s'han involucrat amb un grup de treball multi-agència liderada per funcionaris de la FEMA per desenvolupar un pla de recuperació. Va ser publicat el 2010 i inclou els objectius de desenvolupament econòmic i cultural, a més d'estratègies per combatre les inundacions.

## Economia
Des de finals del segle xx, la tribu ha operat instal·lacions de joc per generar ingressos per al benestar del seu poble. Opera el Spirit Lake Casino. Anteriorment, la tribu posseïa dos casinos més petits, que van ser tancats en 1996 i reemplaçats per la instal·lació més gran.
L'economia de la reserva ha patit per l'aïllament dels centres de població, i l'alta taxa de desocupació ha generat pobresa i l'abús d'alcohol entre els molts membres. Hi ha poques empreses de propietat privada a la reserva, com ara Paul's Grocery i Luis Cafe. La tribu ha reinvertit els ingressos del joc per al desenvolupament econòmic, la fundació Spirit Lake Consulting, Inc. El 2006, assolí més d'un milió de dòlars en contractes federals. És l'única empresa privada dins de la reserva que proporciona ocupació professional i tècnica. Atès que és difícil adquirir-hi l'accés sense fils, la tribu té dificultat expansió de l'ocupació d'alta qualificació mitjançant la tecnologia de comunicacions actual.
Altres atraccions a la reserva per als visitants són la Sullys Hill National Game Preserve i el Jaciment històric estatal Fort Totten, que es troba al Registre Nacional de Llocs Històrics.

## Comunitats
- Crow Hill
- Fort Totten
- Saint Michael
- Tokio
- Warwick
- Wood Lake

## Representació als mitjans
- Kind Hearted Woman (2013) és un documental Frontline de la PBS sobre Robin Poor Bear, una dona de la reserva Spirit Lake, i sobre els greus problemes de violència i abús sexual.[4]